# Piper virgenense
Piper virgenense är en pepparväxtart som beskrevs av Trel. & Yunck.. Piper virgenense ingår i släktet Piper och familjen pepparväxter. Inga underarter finns listade i Catalogue of Life.